# 宋元俊 (清朝)
宋元俊（康熙五十四年－乾隆三十七年，即西元1715年—1772年），字甸芳，清朝將領，江南鳳陽縣人。同武進士出身。
乾隆四年（1739年）己未科三甲武進士。乾隆十五年（1750年）任四川成都營守備。二十年（1755年）升四川懷遠營都司。二十七年（1762年）升四川松潘鎮遊擊。次年改阜和營遊擊。三十一年（1766年）升任四川漳臘營參將，三十五年（1770年）加總兵銜。乾隆三十六年（1771年）升四川松潘鎮總兵。清軍攻小金川，曾獻三路進兵之策。次年卒。

## 延伸阅读
[在维基数据编辑]
 《清史稿·卷329》，出自趙爾巽《清史稿》

## 外部連結
- 清代松潘镇总兵——宋元俊 安徽文化網